# День стейка і мінету
День стейка і мінету (англ. Steak and Blowjob Day, Steak and Knobber Day) — сатиричне неофіційне свято у США, створене як чоловіча відповідь на День святого Валентина і відзначається через місяць, 14 березня. Спочатку свято вигадали на противагу Дню святого Валентина, який уже «став жіночим святом». Передбачається, що цього дня жінки мають готувати стейк і робити феляцію чоловікам, які подарували їм листівки та квіти в День Валентина. Свято не має офіційного статусу, це швидше популярний інтернет-мем, однак випускаються різні сувеніри, Дню присвячено кілька відеороликів.
Свято розкритиковане як антифеміністичне і патріархальне. Як заявляє Луї Баннер, професор Університету Південної Каліфорнії та історикиня фемінізму, День стейка і мінету — чоловіча реакція проти феміністського руху і дуже груба форма взаємодії між людьми, притаманна культурі hookup. Вона припускає, що свято засноване на ідеї домінування чоловіків над жінками, бо «чоловіки бояться того, що жінки перевершують їх» у багатьох областях. Феміністична активістка Фемініста Джонс вважає, що свято обмежує свободу жінок, і тим самим знаходиться в руслі традиційних патріархальних обмежень жіночої сексуальної поведінки.

## Сприйняття
За словами історикині жіноцтва Лоїс Беннер, цей день, здавалося, був частиною зворотної реакції проти феміністичного руху, рухаючись до версії людської взаємодії, притаманної культурі швидких побачень, і що чоловіки "дійсно налякані тим, що жінки перевершують їх". Активістка Фемініста Джонс стверджує, що це обмежує жіночу свободу вибору, таким чином перебуваючи у мейнстрімі традиційного патріархального обмеження жіночої сексуальної поведінки. Сексуальна освітянка Вокер Торнтон написала, що цей день, хоч і безглуздий, підкреслив для неї проблеми, які вона мала із сучасним світоглядом щодо Дня святого Валентина.
Журнал Men's Health не був впевнений, чи це свято дійсно святкується, чи все це жарт. Студентська газета The Brown Daily Herald обговорювала гендерні та сексуальні політичні наслідки навколо цього мему, припускаючи, що феляція вважається багатьма роботою, яку той, хто дає, мусить витерпіти, а не формою насолоди, і в рамках представлення Дня стейка та мінету як "чоловічого свята", спрямованого на отримання компенсації за День святого Валентина. The Daily Dot вважає це "невдалим жартом, що став вірусним".
The Huffington Post зазначили, що цей день "викликав у них нудоту", а FHM та Daily Mirror відзначили, що бізнеси наживаються на цьому неофіційному святі.
Концепція чоловічого руху, що прагне створити такий день, викликала суперечки та спровокувала опозицію, будучи описаною як антифеміністична або патріархальна. Журнал Cosmopolitan не був впевнений, чи це застаріла і сексистська подія, чи грайливе святкування сексу та їжі. В одній із статей-роздумів про цей день припускалося, що це неандертальський підхід у спробі нав'язати ідею дня, присвяченого поєднанню феляції та стейка, і пропонувався ряд альтернатив.
Свято привернуло увагу різних знаменитостей, включаючи Крістіну Агілеру, яка заохочувала своїх фанатів святкувати його.
У 2016 році журнал Instinct зазначив, що цей день тепер також використовується як спосіб успішного збору коштів на дослідження раку молочної залози. У Німеччині газета Bild зазначила, що день відомий як Schnitzel und Blowjob Tag, або скорочено Schniblo, а у Франції жіночий журнал MadmoiZelle відзначив, що це день, орієнтований на чоловіків, тоді як Le Bonbon назвав його "найбільш американським святом". В Іспанії щоденна газета El Mundo зазначила, що в Іспанії його називали б Día del Solomillo y el Sexo Oral і що цей день поєднував їжу та секс, які, на її думку, були двома найбільшими задоволеннями у світі.